# Bảo tàng Thiên nhiên Việt Nam
Bảo tàng Thiên nhiên Việt Nam (tiếng Anh: Vietnam National Museum of Nature) (viết tắt là BTTNVN) là bảo tàng cấp quốc gia, đầu hệ trong hệ thống các bảo tàng thiên nhiên ở Việt Nam. Được thành lập theo Nghị định 27/NĐ-CP, ngày 16 tháng 1 năm 2004 của Chính phủ Việt Nam. Hiện nay, BTTNVN do Viện Khoa học và Công nghệ Việt Nam trực tiếp quản lý, đồng thời chịu sự quản lý nhà nước. Bảo tàng tọa lạc tại số 18 đường Hoàng Quốc Việt, phường Nghĩa Đô, quận Cầu Giấy, thành phố Hà Nội, đối diện Học viện Quốc phòng.
Mặc dù dự án xây dựng BTTNVN đã được Thủ tướng Chính phủ Việt Nam thông qua vào năm 2002, tuy nhiên cho đến nay, BTTNVN vẫn chưa có diện tích riêng để xây dựng bảo tàng.

## Chức năng
BTTNVN có chức năng lưu giữ, trưng bày, phổ biến kiến thức, giới thiệu quảng bá một cách đầy đủ, toàn cảnh và toàn diện nhất về các đặc trưng và giá trị thiên nhiên của đất nước.

## Nhiệm vụ
Tổ chức sưu tầm, xây dựng và quản lý Bộ sưu tập vật mẫu quốc gia về thiên nhiên Việt Nam, tổ chức trưng bày, triển lãm, phổ biến kiến thức và tuyên truyền giáo dục về thiên nhiên và bảo vệ môi trường, tổ chức nghiên cứu khoa học và dịch vụ văn hoá, khoa học trong lĩnh vực sử dụng hợp lý tài nguyên, bảo tồn thiên nhiên và bảo vệ môi trường; ứng dụng các tiến bộ khoa học - công nghệ trong việc sưu tầm, chế tác, trưng bày, quản lý mẫu vật và nghiên cứu khoa học trong những lĩnh vực có liên quan, đào tạo chuyên gia, hướng dẫn, hỗ trợ chuyên môn, nghiệp vụ cho các bảo tàng thiên nhiên khu vực và chuyên ngành trong hệ thống bảo tàng thiên nhiên Việt Nam, thực hiện hợp tác quốc tế trong các lĩnh vực hoạt động nghiên cứu khoa học - văn hoá có liên quan.

## Hiện trạng
Mặc dù dự án xây dựng BTTNVN đã được Thủ tướng Chính phủ Việt Nam thông qua vào năm 2002, theo đó bảo tàng sẽ được cấp một mảnh đất chừng 10 - 15ha để triển khai xây dựng. Tuy nhiên từ đó đến nay, vì nhiều lý do khác nhau, Hà Nội đã 4 lần thay đổi nơi cấp đất cho bảo tàng. Đến cuối năm 2009, Bảo tàng vẫn chỉ có 1 trụ sở 300 m² và 800 m² "mượn" từ Viện Khoa học Công nghệ Việt Nam.. Do đó việc thực hiện được những nhiệm vụ trên vẫn còn rất xa vời. Hiện nay, Bảo tàng có khoảng 1.000 mẫu động vật quý hiếm, 300 thanh ngà voi, 20 sừng tê giác, hơn 20 cân vỏ đồi mồi...